# Sisinnios Rendakios
Sisinnios (ou Sisinnios Rendakios) est un aristocrate byzantin, protecteur et conseiller de l'empereur Léon III.

## Famille
Selon Christian Settipani, il est probablement le fils d'un noble bulgare du nom de Rendakis, et, par sa mère, il est probablement le petit-fils de Sisinnios, stratège de l'Hellade et des Karabisianoi en 674/684. Son fils épouse probablement la sœur de Léon III, dont il a un petit-fils, Sisinnios.

## Biographie
Entre 705 et 711, il est stratège des Anatoliques ; c'est à cette époque qu'il prend pendant son commandement, sous sa protection le jeune Léon, alors spathaire. En 717-718, Léon III l'envoie en ambassade chez les Bulgares pour leur demander de l'aide alors que les troupes arabes prévoient de faire le siège de Constantinople. Mais sur place, Sisinnios complote avec les Bulgares pour rétablir l'ancien empereur Anastase II. Trahi par ses alliés, sa tête fut livrée à Léon III.